# Bälinge, Uppsala kommun
Bälinge är en tätort i Uppsala kommun och kyrkbyn i Bälinge socken, belägen omkring 15 kilometer norr om Uppsala. 

## Etymologi
Ortnamnet kommer av Bæling, som från början kan vara ett bygdenamn. Till grund för bælar och Bæling ligger bal, som är vårt ord bål. Bygdenamnet är då '*Bal-bygden'. Namnet Bälinge är belagt från 1281 när det gäller socknen (ecclesia Bæling), och häradet är belagt från slutet av 1100-talet (de) Beling.

## Historia
I Bälinges omgivningar finns en stor mängd fornlämningar. Hällristningar i Kipplingeberg, i form av en serie spjutfigurer, är unika. Bälinge socken är en av Sveriges socknar med flest antal runstenar. Dock saknas ett antal runstenar som numera har förstörts eller försvunnit. 
Bälinge var under 300 år prebendeförsamling för landets Ärkebiskopar. Senast Nathan Söderblom.

### Befolkningsutveckling
| Befolkningsutvecklingen i Bälinge 1960–2020                                                                     | Befolkningsutvecklingen i Bälinge 1960–2020 | Befolkningsutvecklingen i Bälinge 1960–2020 | Befolkningsutvecklingen i Bälinge 1960–2020 | Befolkningsutvecklingen i Bälinge 1960–2020 |
| --- | ------------------------------------------- | ------------------------------------------- | ------------------------------------------- | ------------------------------------------- |
| |                                             |                                             |                                             |                                             |
| År |                                             |                                             | Folkmängd                                   | Areal (ha)                                  |
| 1960 | 1960                                        |                                             | 178                                         | ¤                                           |
| 1965 | 1965                                        |                                             | 304                                         |                                             |
| 1970 | 1970                                        |                                             | 296                                         |                                             |
| 1975 | 1975                                        |                                             | 1 517                                       |                                             |
| 1980 | 1980                                        |                                             | 2 359                                       |                                             |
| 1990 | 1990                                        |                                             | 2 309                                       | 117                                         |
| 1995 | 1995                                        |                                             | 2 201                                       | 118                                         |
| 2000 | 2000                                        |                                             | 2 050                                       | 118                                         |
| 2005 | 2005                                        |                                             | 2 166                                       | 123                                         |
| 2010 | 2010                                        |                                             | 2 437                                       | 140                                         |
| 2015 | 2015                                        |                                             | 2 406                                       | 156                                         |
| 2020 | 2020                                        |                                             | 2 590                                       | 190                                         |
| Anm.: Ny tätort 1965, Isgrena räknas som del av tätorten från 2020 ¤ Som tätortsbebyggelse med 150-199 invånare |                                             |                                             |                                             |                                             |

## Samhället
Bebyggelsen i Bälinge består till övervägande delen av villor (kedjehus, radhus och friliggande villor). På senare år har dock flerbostadshus byggts och Bälinge har fått sina båda första bostadsrättsföreningar. Samhället Bälinge byggdes huvudsakligen ut 1970-78. Intill Bälinge kyrka och skolan fanns och finns fortfarande ett litet antal hus från tiden före nybyggnationen. Ytterligare hundratalet villor har tillkommit under senare år. 
I Bälinge finns Bälinge kyrka, en grundskola (för årskurserna 1-5), flera förskolor, ett äldreboende med vårdcentral, en biblioteksfilial, en idrottsplats, bygdegård och ett utomhusbad (Bälingebadet) (25-metersbassäng). Delar av infrastrukturen delas med det närliggande Lövstalöt.
I en gammal skolbyggnad från 1847 finns ett litet skolmuseum och intill kyrkan finns även ett lantbruksmuseum i regi av Bälinge Hembygdsförening.
Bälinge bygdegårdsförening driver en större bygdegård mitt i byn.

## Idrott
I Bälinge finns också Bälinge IF, BIF var fram till och med 2008 etablerad damallsvensk fotbollsklubb (numera övertaget av Uppsala Fotboll beträffande det allsvenska engagemanget). BIF är en av upplandsdistriktets största fotbollsklubbar, men har även fler idrotter: Innebandy, Skidor, Bordtennis, Cykel, och Badminton.
Inom fotbollen har flera representerat Sverige i landslagssammanhang. Linda Sembrant, Josefin Öqvist, Ulrika Karlsson (diamantbollen), Anneli Wahlgren, Lotta Lundin, Ola (Rit-Ola) Andersson, Roger Nordstrand, Robert Åhman-Persson.
Skidor: Britta Johansson-Norgren - OS - Skidlandslaget - Vasaloppsvinnare.  Gunnar Jansson Svensk mästare i skidbudkavle och skidorientering.

## Bälinge i media
Namnet Bälinge har förekommit i TV-programmet Bälinge byfest, ett underhållningsprogram som Sveriges television sände i slutet av 1970-talet. Programmet var dock inte inspelat i något av de Bälinge som finns i Sverige, utan i en studio i Stockholm och hade inget med Bälinge att göra förutom namnet.